# Ardisia mesoamericana
Ardisia mesoamericana är en viveväxtart som beskrevs av J. J. Pipoly och J. M. Ricketson. Ardisia mesoamericana ingår i släktet Ardisia och familjen viveväxter. Inga underarter finns listade i Catalogue of Life.